# Ivnitsa (oblast de Koursk)
Ivnitsa (en russe : Ивница) est un village du selsoviet de Pogrebki du raïon de Soudja dans l'oblast de Koursk, en Russie. Sa population s'élevait à 23 habitants au recensement de 2021.

## Géographie
Le village de Ivnitsa se situe dans l'oblast de Koursk, un oblast de la partie européenne de la Russie. Le village fait partie du raïon de Soudja, avec Soudja comme centre administratif. Il se trouve dans le selsoviet de Pogrebki, une municipalité, avec le village de Pogrebki comme chef-lieu.

## Histoire
Lors de l'incursion d'août 2024 dans l'oblast de Koursk au cours de l'invasion russe de l'Ukraine, la localité aurait été conquise par les Forces armées de l'Ukraine.

## Démographie
Recensements (*) et estimations de la population :
| 2002 * | 2010* | 2021* | - |
| ------ | ----- | ----- | - |
| 35     | 27    | 23    | - |